# Палац Мірув у Ксьонжі-Великому
Палац Мірув у Ксьонжі-Великому (пол. Pałac Mirów w Książu Wielkim) — резиденція родини Мишковських, побудована у XVI столітті у селі Ксьонж-Великий у гміні Ксьонж-Великі Меховського повіту Малопольського воєводства в Польщі. Із 1949 року у палаці розміщуються музей та аграрна школа.

## Історія
Палац було побудовано у 1585—1595 роках за проєктом італійського архітектора Санті Гуччі. Замовником був краківський єпископ Пйотр Мишковський та його тезка, племінник та спадкоємець Пйотр Мишковський, який пізніше виконував обов'язки войницького каштеляна. Палац побудували на прямокутному плані з ризалітами на осі обох фасадів та бічними прибудовами, всередині яких знаходилися сходи. Палац, разом з каплицею та бібліотекою, розміщувався на витягнутій прямокутній терасі, що завершувалася парою бастіонів у західних кутах з боку міста. На схилі, у напрямку міста було облаштовано геометричний сад з терасовим плануванням, який не зберігся до нашого часу. Перший і другий поверхи були прикрашені однорідною рустикою — такою ж, як каплиця Мишковських при Домініканському костелі в Кракові. Обрамлення вікон були прикрашені гербом Ястшембець, яким послуговувалися Мишковські. 
З 1601 року існувала Пінчівська ординація, а палац "на Мирові" (назва походить від старішої садиби родини Мишковських у Мирові) слугував однією із її головних садиб. У 1729 році, після смерті останнього представника родини Мишковських, майно перейшло у власність родини В'єльопольських. 
Раніше палац був увінчаний дахом з фронтонами, схожими на існуючого донині над бічними павільйонами. У 1809 році Франциск В'єльопольський доручив архітектору Юзефу Леброні здійснити перебудову, усунувши ренесансні фронтони. На замовлення Александра В'єльопольського у 1841—1846 роках було надбудовано третій поверх до центрального ризаліту у стилі берлінської неоготики. Ця реконструкція була здійснена, серед інших архітектором Каролем Кремером за проєктом, розробленим Фрідріхом Августом Штюлером з Берліна.
У палаці мешкали до 1945 року.  
Після 1949 року він був відреставрований після пошкоджень, які було завдано під час Другої світової війни, і з того часу у ньому розміщувалися навчальні заклади. 

## Світлини

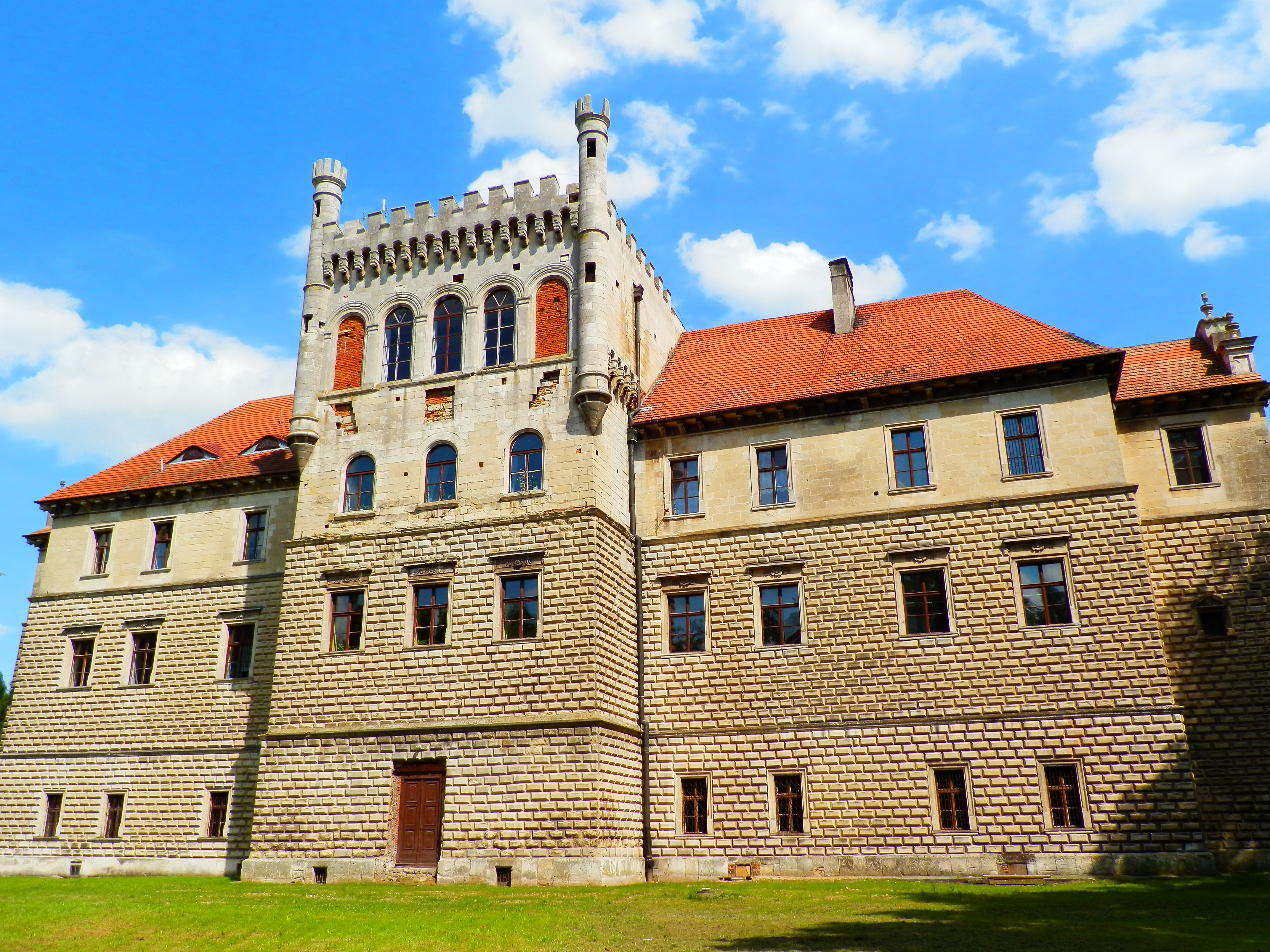
Вигляд палацу
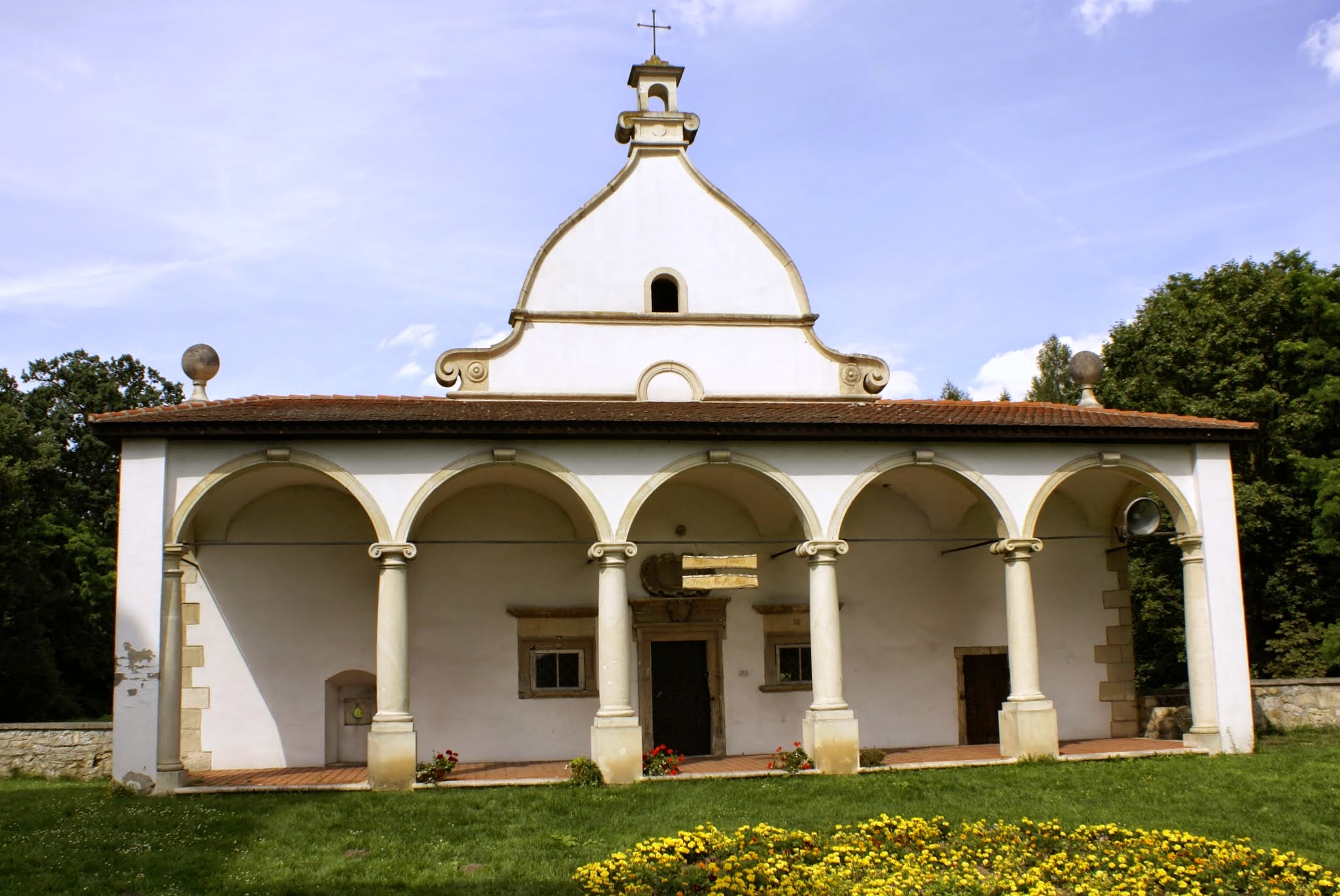
Палацова каплиця
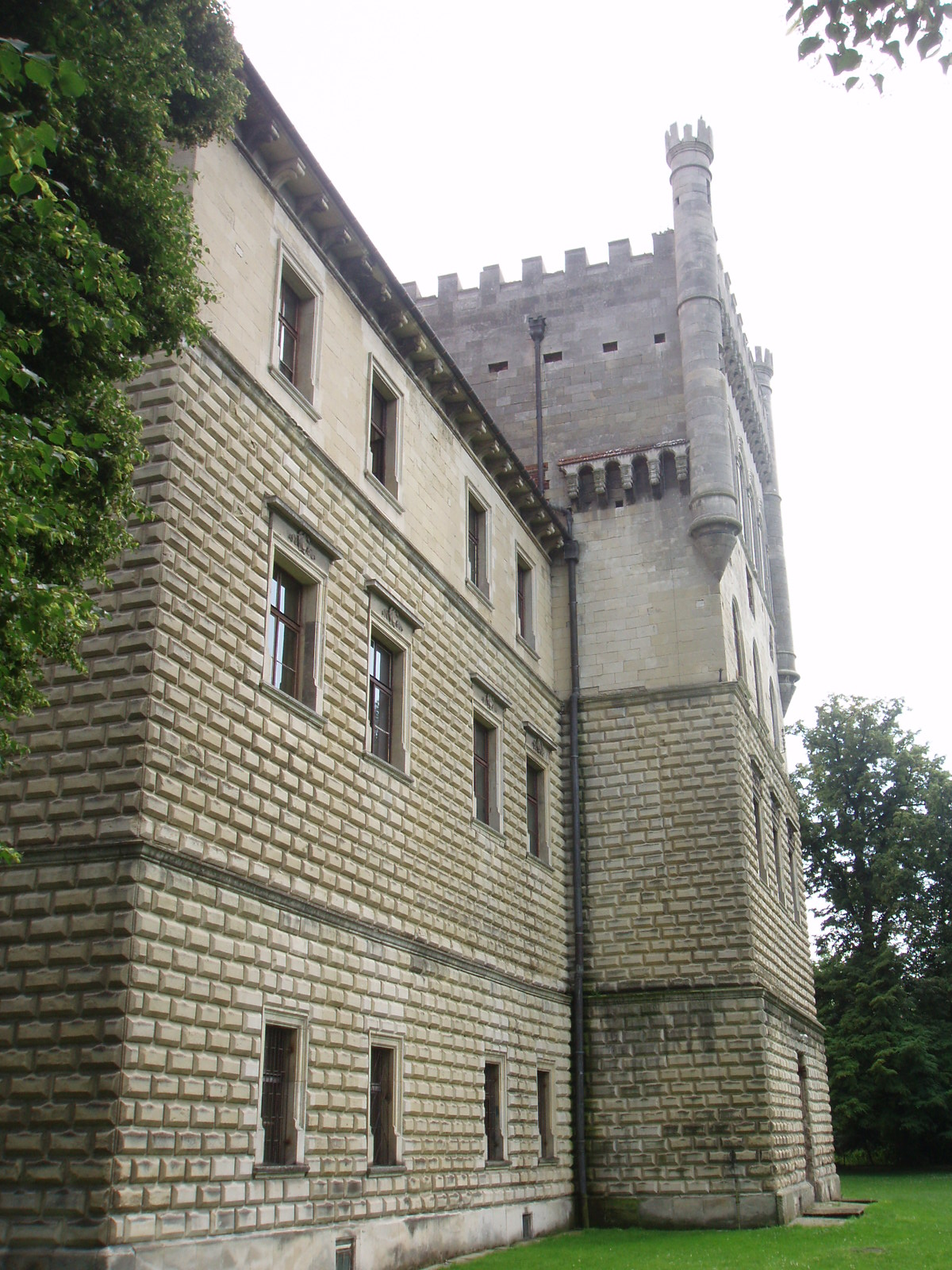
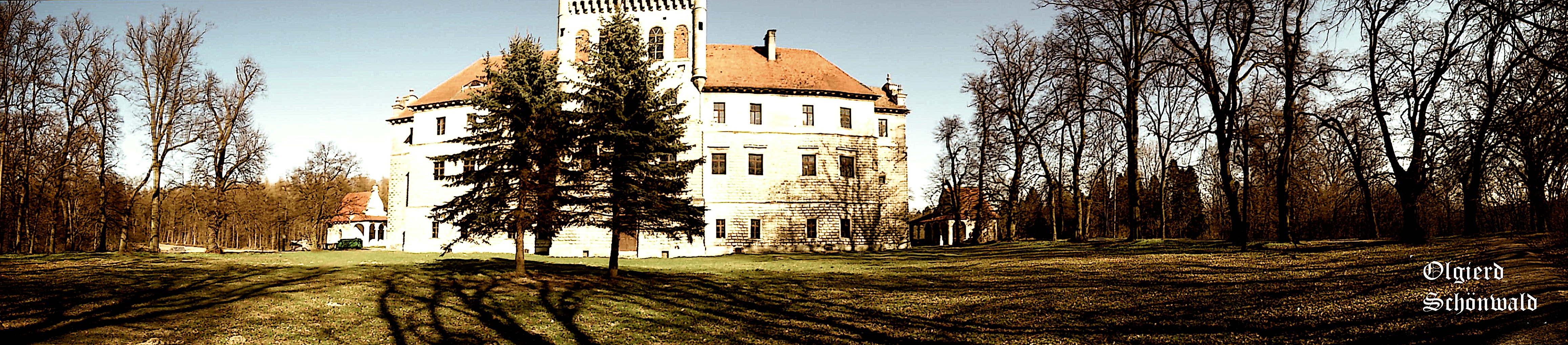